# Upton Lovell
Upton Lovell – wieś w Anglii, w hrabstwie Wiltshire, położona nad rzeką Wylye. Leży 23 km na północny zachód od miasta Salisbury i 141 km na zachód od Londynu. Miejscowość liczy 183 mieszkańców.